# Toró Árpád
Toró Árpád (Kányád, 1930. augusztus 1. – 2022. január 24.) erdélyi magyar orvos és emlékíró.

## Életútja
Középiskoláit a székelyudvarhelyi Református Kollégiumban kezdte, majd annak államosítása után az 1. sz. Líceumban végezte (1949); a marosvásárhelyi OGYI-n szerzett orvosi diplomát. 1957–1961 között körorvos Csíkkarcfalván, majd 1964-ig alorvos Csíkszeredában, 1964–1968 között szakorvos Marosludason, végül Székelyudvarhelyen, 1990-ben történt nyugdíjazásáig. Nyugdíjazása után áttelepült Magyarországra.

## Munkássága
Közéleti cikkeket az országos és a helyi sajtóban közölt. Orvosi tapasztalatait Évszakok a nő életében című kötetében (Székelyudvarhely, 1991) foglalta össze. Nyugdíjasként írta meg visszaemlékezéseit: Egy öregdiák vallomása. Emlékképek szubjektív korrajz kíséretében (Székelyudvarhely, 1995). További, szintén memoárjellegű kötete: Mi, székelyek (Székelyudvarhely, 1998).